# راک اند رول را بکش
«راک اند رول را بکش» (انگلیسی: Kill Rock 'n Roll) نام یک تک‌آهنگ تبلیغاتی است که توسط گروه موسیقی هوی متال ارمنی-آمریکایی سیستم آو ا داون در ژوئیه ۲۰۰۶ منتشر شد. این سومین تک‌آهنگ از پنجمین آلبوم آن‌ها هیپنوتایز است و یکی از تنها ترانه‌های آلبوم بود که پیش از عرضه به طور زنده پخش شد.
متن ترانه که توسط دارون ملکیان نوشته شده، درباره خرگوشی است که ملکیان شبی با آن تصادف کرد. (آن را «راک اند رول» نام‌گذاری کرده بود که نام ترانه از آن می‌آید)